# 에르만노 볼프페라리

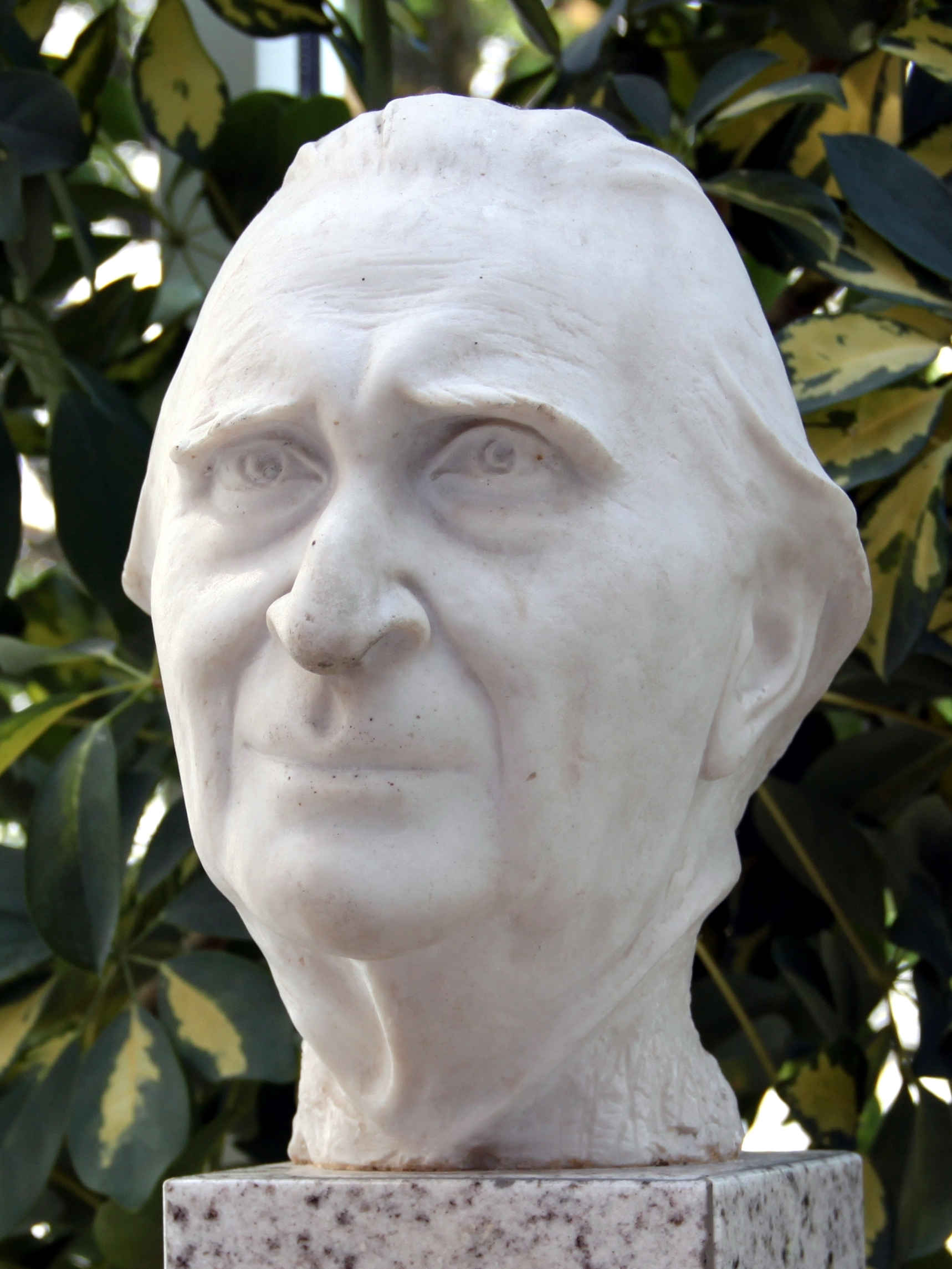

에르만노 볼프페라리(이탈리아어: Ermanno Wolf-Ferrari, 1876년 1월 12일 - 1948년 1월 21일)는 이탈리아의 작곡가이다.
아버지는 독일 사람, 어머니는 이탈리아 사람이다. 화가였던 아버지의 뜻에 따라 미술을 배웠으나 음악에 흥미를 나타내 1893년 17세 때 독일에 유학하여 작곡을 배웠다. 1899년 고향인 베네치아로 돌아와 작곡활동을 시작했다. 1900년 24세 때 최초의 오페라가 베네치아에서 상연되었고 이후 오페라 작곡가의 길을 걷게 되었다. 그는 오페라 부파의 작곡을 특기로 했으나 오늘날에는 베리스모 오페라 작풍을 지닌 유일한 비극 오페라 <성모의 보석>(1911)이 도리어 유명하다. 이 오페라의 유명한 <간주곡>은 독특한 정서와 애감(哀感)을 가지며 마음에 스며드는 풍정(風情)이 있다.